# 高家园站
高家园站是北京地铁12号线的一座车站，同时计划与14号线换乘，位于北京市朝阳区酒仙桥街道万红路、万红西街、酒仙桥路、芳园西路交叉口。14号线车站所在线路区段于2014年12月28日通车运营。由于车站站厅和设备用房拆迁问题，14号线高家园站暂缓开通。12号线高家园站于2024年12月15日开通运营。

## 位置
14号线高家园站位于东北四环外，万红西街（西北-东南走向）与规划高家园中街交汇处，呈西北-东南走向。12号线高家园站位于酒仙桥路和万红路交叉处东北角，呈东西走向。

## 车站结构

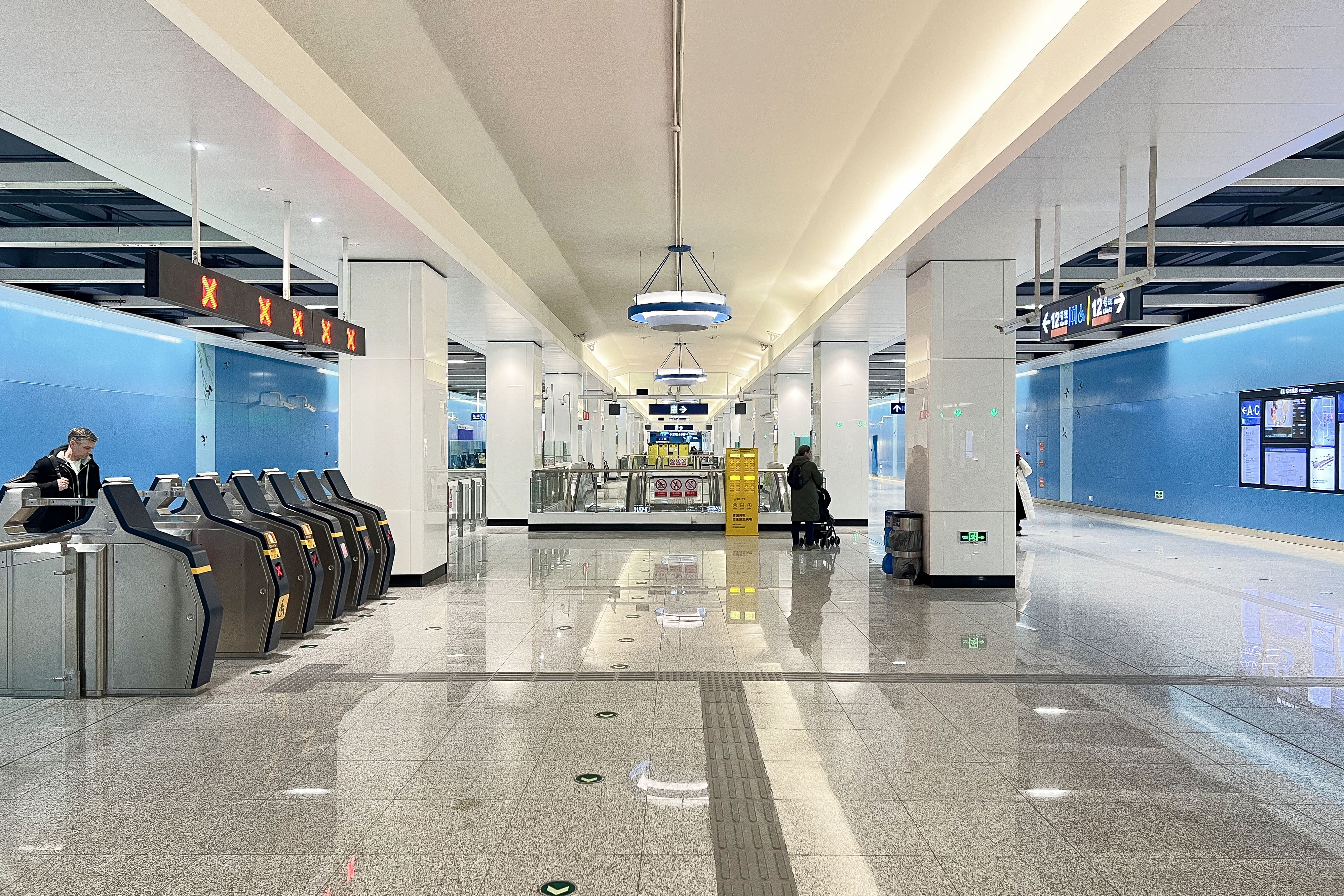
12号线站厅

14号线高家园站由于所在地区地面现状道路狭窄，地下管线密布，不便施工，尝试了大直径盾构扩挖的方法。大直径盾构试验区间由东风北桥站起，至望京南站止，中间的高家园站与将台站均采用扩挖方式修建。由外径10.22米的双线盾构隧道扩挖成站台，再在站台北侧明挖修建地下三层的车站站厅及设备用房，并修建通道连接站台和外挂结构。站台部分为地下一层双连拱侧式站台车站，站台宽4.5米。12号线高家园站为地下两层明挖岛式车站，全长256.76米，总建筑面积21322.85平方米，与14号线车站通过换乘通道连接。
由于外挂设备用房占地拆迁进度缓慢，无法跟随14号线东段开通，列车均不停靠通过本站。

### 楼层
|                   |  | █ 12号线往四季青桥（将台西） |
| 島式 · 開左邊车门 |  |                              |
|                   |  | █ 12号线往东坝北（驼房营）   |

| 側式 · 列車過站不停車 |  |                            |
|                       |  | █ 14号线往張郭莊（将台）   |
|                       |  | █ 14号线往善各莊（望京南） |
| 側式 · 列車過站不停車 |  |                            |

## 出入口
12号线高家园站原计划设有4个出入口，实际仅建成3个出入口（原D口开通时更名为C口）。
14号线高家园站目前处于预留车站阶段（除换乘通道由12号线代建外，仍处于停工状态）。14号线车站计划在万红西街东北一侧设置2座出入口。
|                       |          |                    |      |            |
| 编号                  | 指示     | 建议前往的目的地   | 图片 | 无障碍设施 |
| 出口 · A · 升降机标志 | 酒仙桥路 |                    |      |            |
| 出口 · B              |          | 电子城国际电子总部 |      |            |
| 出口 · C · 升降机标志 | 万红路   |                    |      |            |
| 註： 設有             |          |                    |      |            |

## 历史
- 2014年12月28日，14号线高家园站所在区间开通，但无法跟随14号线东段开通，列车均不停靠通过本站。
- 2024年3月31日，12号线高家园站D出入口（施工期间暂用编号，即开通运营后的C出入口）封顶[12]。
- 2024年12月15日，12号线高家园站开通运营。